# Zeslandentoernooi 2020 (onder 20)
De dertiende editie van het Zeslandentoernooi onder 20 van de Rugby Union stond gepland van 31 januari tot en met 15 maart 2020 tussen de rugbyteams van Engeland, Frankrijk, Italië, Schotland, Wales en het Iers rugbyteam (het team dat zowel de Republiek Ierland als Noord-Ierland vertegenwoordigt in internationale wedstrijden). Ierland verdedigde de titel. Op 22 januari 2020 is het toernooi officieel begonnen. Een deel van de wedstrijden in de vierde en vijfde (laatste) ronde werd opgeschort vanwege de coronapandemie. Omdat het niet mogelijk bleek de wedstrijden op een later moment in te plannen, werden de resterende wedstrijden geschrapt en bleef de editie in 2020 zonder winnaar.

## Deelnemende landen
| Land      | Stadion                                              | Capaciteit          | Stad                               | Coach           | Aanvoerder                   |
| --------- | ---------------------------------------------------- | ------------------- | ---------------------------------- | --------------- | ---------------------------- |
| Engeland  | Franklin's Gardens Kingsholm Stadium                 | 15.200 16.115       | Northampton Gloucester             | Alan Dickens    | Sam Maunder Connor Doherty   |
| Frankrijk | Stade des Alpes Stade Maurice David Stade Aimé Giral | 20.068 6.428 14.593 | Grenoble Aix-en-Provence Perpignan | Phillipe Boher  | Jordan Joseph Daniel Brennan |
| Ierland   | Irish Independant Park                               | 8.008               | Cork                               | Noel McNamara   | David McCann                 |
| Italië    | Stadio Mirabello Payanini Rugby Center               | 4.500 Onbekend      | Reggio Emilia Verona               | Fabio Roselli   | Paolo Garbisi                |
| Schotland | Myreside Netherdale                                  | 5.500 4.000         | Edinburgh Galashiels               | Sean Lineen     | Rory Darge                   |
| Wales     | Stadiwm Zip World (Parc Eirias)                      | 6.080               | Colwyn Bay                         | Gareth Williams | Jac Morgan                   |

## Stand
Ierland heeft de meeste punten, maar omdat drie wedstrijden niet door konden gaan, is er geen winnaar van het toernooi.
| Positie | Land      | Wedstrijden | Wedstrijden | Wedstrijden | Wedstrijden | Punten | Punten | Punten   | Try's | Try's | Tabel Punten |
| Positie | Land      | Gespeeld    | Gewonnen    | Gelijk      | Verloren    | Voor   | Tegen  | Verschil | Voor  | Tegen | Tabel Punten |
| ------- | --------- | ----------- | ----------- | ----------- | ----------- | ------ | ------ | -------- | ----- | ----- | ------------ |
| 1       | Ierland   | 3           | 3           | 0           | 0           | 113    | 69     | 44       | 17    | 10    | 15           |
| 2       | Schotland | 5           | 2           | 0           | 3           | 147    | 134    | 13       | 20    | 20    | 13           |
| 3       | Frankrijk | 4           | 2           | 0           | 2           | 95     | 84     | 11       | 11    | 12    | 12           |
| 4       | Engeland  | 4           | 2           | 0           | 2           | 93     | 103    | -10      | 14    | 12    | 11           |
| 5       | Wales     | 5           | 2           | 0           | 3           | 83     | 138    | -55      | 11    | 18    | 8            |
| 6       | Italië    | 3           | 1           | 0           | 2           | 65     | 68     | -3       | 8     | 9     | 6            |

## Programma en uitslagen
Op 13 september 2019 werd het programma bekendgemaakt.

### Week 1
| 31 januari 2020 20:15 | Ierland | 38 - 26 | Schotland | Irish Independant Park, Cork Scheidsrechter: Gianluca Gnecchi |
| 31 januari 2020 20:15 | Verslag |         |           | Irish Independant Park, Cork Scheidsrechter: Gianluca Gnecchi |

| 31 januari 2020 20:35 | Wales   | 7 - 17 | Italië | Stadiwm Zip World (Parc Eirias), Colwyn Bay Scheidsrechter: Chris Busby |
| 31 januari 2020 20:35 | Verslag |        |        | Stadiwm Zip World (Parc Eirias), Colwyn Bay Scheidsrechter: Chris Busby |

| 1 februari 2020 22:00 | Frankrijk | 24 - 29 | Engeland | Stade des Alpes, Grenoble Scheidsrechter: Nika Amashukeli |
| 1 februari 2020 22:00 | Verslag   |         |          | Stade des Alpes, Grenoble Scheidsrechter: Nika Amashukeli |

### Week 2
| 7 februari 2020 20:15 | Ierland | 36 - 22 | Wales | Irish Independant Park, Cork Scheidsrechter: Nika Amashukeli |
| 7 februari 2020 20:15 | Verslag |         |       | Irish Independant Park, Cork Scheidsrechter: Nika Amashukeli |

| 7 februari 2020 20:30 | Schotland | 17 - 21 | Engeland | Myreside, Edinburgh Scheidsrechter: Pierre-Baptiste Nuchy |
| 7 februari 2020 20:30 | Verslag   |         |          | Myreside, Edinburgh Scheidsrechter: Pierre-Baptiste Nuchy |

| 7 februari 2020 21:00 | Frankrijk | 31 - 19 | Italië | Stade Maurice David, Aix-en-Provence Scheidsrechter: Ben Blain |
| 7 februari 2020 21:00 | Verslag   |         |        | Stade Maurice David, Aix-en-Provence Scheidsrechter: Ben Blain |

### Week 3
| 21 februari 2020 19:00 | Italië  | 29 - 30 | Schotland | Stadio Mirabello, Reggio Emilia Scheidsrechter: Adam Jones |
| 21 februari 2020 19:00 | Verslag |         |           | Stadio Mirabello, Reggio Emilia Scheidsrechter: Adam Jones |

| 21 februari 2020 20:35 | Wales   | 14 - 11 | Frankrijk | Stadiwm Zip World (Parc Eirias), Colwyn Bay Scheidsrechter: Adam Leal |
| 21 februari 2020 20:35 | Verslag |         |           | Stadiwm Zip World (Parc Eirias), Colwyn Bay Scheidsrechter: Adam Leal |

| 21 februari 2020 20:45 | Engeland | 21 - 39 | Ierland | Franklin's Gardens, Northampton Scheidsrechter: Ben Blain |
| 21 februari 2020 20:45 | Verslag  |         |         | Franklin's Gardens, Northampton Scheidsrechter: Ben Blain |

### Week 4
Op 26 februari 2020 werd bekendgemaakt dat de wedstrijd Ierland - Italië niet zou doorgaan op de geplande datum door de coronapandemie.
| 6 maart 2020 20:15 | Ierland | Afgelast | Italië | Irish Independant Park, Cork |
| 6 maart 2020 20:15 |         |          |        | Irish Independant Park, Cork |

| 6 maart 2020 20:45 | Engeland | 22 - 23 | Wales | Kingsholm Stadium, Gloucester Toeschouwers: ca. 7.000 Scheidsrechter: Pierre-Baptiste Nuchy |
| 6 maart 2020 20:45 | Verslag  |         |       | Kingsholm Stadium, Gloucester Toeschouwers: ca. 7.000 Scheidsrechter: Pierre-Baptiste Nuchy |

| 6 maart 2020 21:00 | Schotland | 22 - 29 | Frankrijk | Netherdale, Galashiels Scheidsrechter: Adam Jones |
| 6 maart 2020 21:00 | Verslag   |         |           | Netherdale, Galashiels Scheidsrechter: Adam Jones |

### Week 5
Op 5 maart 2020 werd bekendgemaakt dat de wedstrijd Italië - Engeland niet zou doorgaan op de geplande datum door de coronapandemie. Vijf dagen later werd hetzelfde bekendgemaakt voor de wedstrijd Frankrijk - Ierland.
| 13 maart 2020 20:35 | Wales   | 17 - 52 | Schotland | Stadiwm Zip World (Parc Eirias), Colwyn Bay Scheidsrechter: Gianluca Gnecchi |
| 13 maart 2020 20:35 | Verslag |         |           | Stadiwm Zip World (Parc Eirias), Colwyn Bay Scheidsrechter: Gianluca Gnecchi |

| 13 maart 2020 21:00 | Frankrijk | Afgelast | Ierland | Stade Aimé Giral, Perpignan |
| 13 maart 2020 21:00 |           |          |         | Stade Aimé Giral, Perpignan |

| 15 maart 2020 18:30 | Italië | Afgelast | Engeland | Payanini Rugby Center, Verona |
| 15 maart 2020 18:30 |        |          |          | Payanini Rugby Center, Verona |